# Kepler-34
Kepler-34 é um sistema de estrela binária eclipsante localizada a cerca de 4.900 anos-luz de distância a partir da Terra, na constelação de Cygnus. Ambas as estrelas têm aproximadamente a mesma massa do Sol, portanto, ambos são de classe espectral G. Elas são separadas por 0,22 UA, e completa uma órbita excêntrica em torno de um centro comum de massa a cada 27 dias.

## Sistema planetário
Kepler-34b é um exoplaneta gigante gasoso que orbita as duas estrelas no sistema Kepler-34. O planeta tem um pouco mais de um quinto da massa de Júpiter e tem um raio de 0,764 raio de Júpiter. O planeta completa uma órbita um pouco excêntrica a cada 288,822 dias a partir de um semieixo maior de pouco mais de uma UA, ele era o maior de todos os planetas em trânsito no momento da sua descoberta. A sua detecção foi possível, através tanto do trânsito do planeta como de ambas as estrelas, exigindo, portanto, menos órbitas para confirmar o planeta.
A maioria dos planetas circumbinários foram formados muito mais longe de suas estrelas binárias. Eles migraram para seus locais atuais. Verifica-se que Kelper-34b teria crescido onde se encontra atualmente.